# Nick Castellanos
Nicholas Alexander Castellanos (Hialeah, Florida, 4 de marzo de 1992), más conocido como Nick Castellanos, es un jugador profesional estadounidense de béisbol que se desempeña en la posición de jardinero derecho en Philadelphia Phillies, equipo de las Grandes Ligas de Béisbol (MLB). Logró obtener un Bate de Plata.

## Carrera
Castellanos jugó como profesional siete temporadas en Detroit Tigers (2013-2019), después pasó a Chicago Cubs (2019), luego a Cincinnati Reds (2020-2021), posteriormente a Philadelphia Phillies, donde lleva jugando tres temporadas.

## Premios
Fue galardonado con el Bate de Plata en una oportunidad (2021).